# رام شاندرا ياداف
رام شاندرا ياداف هو سياسي هندي، ولد في 24 أكتوبر 1961 في Siraha District ‏ في نيبال. نشط حزبياً في حزب بهاراتيا جاناتا. وقد انتخب عضو الجمعية التشريعية في أتر برديش ‏.